# Venturita
Nombre artístico de Ventura Núñez, (Jerez de la Frontera, 17 de noviembre de 1910 - 30 de diciembre de 1974) fue un matador de toros.

## Vida
Tomó la alternativa en Valencia el 18 de marzo de 1936, de manos de Domingo Ortega, con toros de Villamarta.

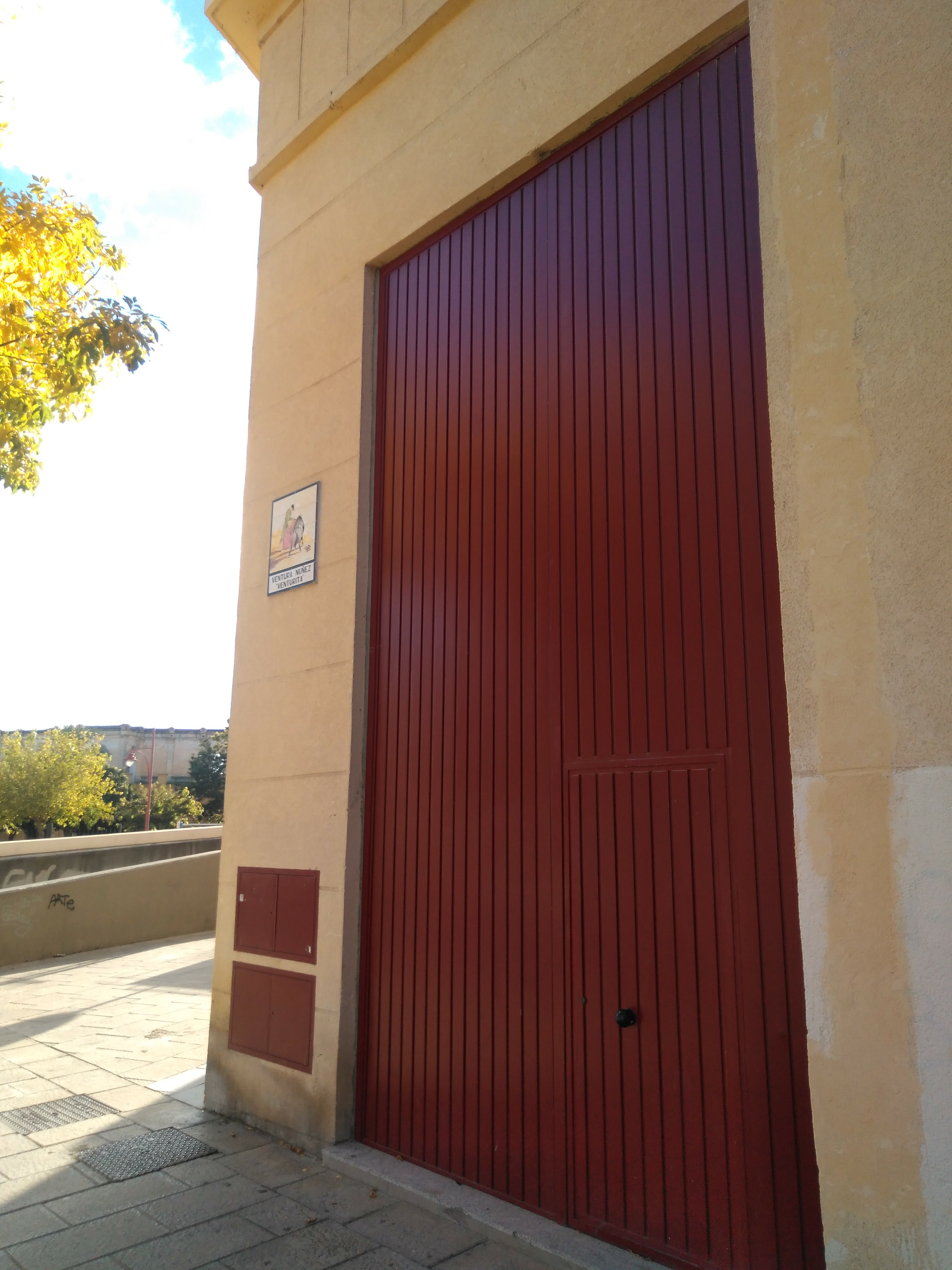
Calle dedicada a Ventura Núñez Venturita

Renunció a la alternativa para actuar otra vez de novillero, tomando otra alternativa en El Puerto de Santa María, a la que también renunció, actuando por última vez, como novillero, en su tierra natal, el 7 de junio de 1959.

## Reconocimientos
Tiene una calle dedicada junto a la plaza de toros de Jerez de la Frontera.